# Estación de Torrelodones
Torrelodones es una estación ferroviaria situada en el municipio español de Torrelodones en la Comunidad de Madrid. Forma parte de las líneas C-8 y C-10 de Cercanías Madrid. Cuenta además con tráfico de Media Distancia.

## Situación ferroviaria
La estación se encuentra en el punto kilométrico 30,1 de la línea férrea de ancho ibérico que une Madrid con Hendaya, a 820,59 metros de altitud. El tramo es de vía doble y está electrificado. 

## Historia
La estación de Torrelodones fue inaugurada como apeadero en el año 1864. Formaba parte de la línea férrea del norte, surgida a iniciativa de la Compañía de los Caminos de Hierro del Norte de España. Se construyó a los pies de una pequeña zona residencial, situada a 3 km del casco histórico del pueblo. Este núcleo de población, conocido en la actualidad como Torrelodones-Colonia, fue creciendo alrededor de la estación y hoy constituye uno de los barrios más importantes del municipio.
A finales del siglo XIX, el apeadero tuvo cierta relevancia histórica, vinculada a la notoriedad pública de algunos de los vecinos que habitaban en la citada zona residencial. Es el caso del torero Salvador Sánchez Frascuelo, residente en el lugar desde 1890, a quien la infanta Isabel de Borbón y Borbón La Chata visitaba, mandando detener el tren con tal motivo. 
En el siglo XX, la estación de Torrelodones alcanzó la categoría de apartadero, mediante la construcción de tres vías férreas, paralelas al eje principal, que permitían a los trenes apartarse para dejar paso a los convoyes más veloces. 
Llegó a contar con un muelle de embarque, utilizado durante el franquismo por la Academia del Cuerpo de Ingenieros, localizada en la vecina localidad de Hoyo de Manzanares, para la carga y descarga de mercancías y armamentos.
En 1999, la estación fue completamente reformada y ampliada, si bien se conservó parte de la estructura original, hoy integrada en el vestíbulo. Se colocaron marquesinas sobre los andenes y se excavó un túnel para facilitar el cruce de las vías. 
Con la remodelación, fue restaurada una caseta metálica del siglo XIX, que albergaba los mandos de paso a nivel y enclavamiento. Hoy se exhibe en el Museo del Ferrocarril, instalado en la Estación de Delicias, de Madrid, donde sirve de hangar a un tren de miniatura denominado Ferrocarril de las Delicias.

## Servicios ferroviarios

### Media Distancia
Los trenes regionales de Renfe unen la localidad con Madrid, Ávila y Segovia. 
| Línea | Trenes   | Origen  |  | Destino          |
| ----- | -------- | ------- |  | ---------------- |
| 51    | Regional | Ávila   |  | Madrid-Atocha    |
| 53    | Regional | Segovia |  | Madrid-Chamartín |

### Cercanías
| procedencia/destino                             | < estación          | Línea | estación > | destino/procedencia |
| ----------------------------------------------- | ------------------- | ----- | ---------- | ------------------- |
| Cercedilla                                      | Galapagar-La Navata |       | Las Matas  | Guadalajara         |
| Santa María de la Alameda-PeguerinosEl Escorial | Galapagar-La Navata |       | Las Matas  | Guadalajara         |
| Villalba                                        | Galapagar-La Navata |       | Las Matas  | Chamartín           |

La estación forma parte de las líneas C-8 y C-10 de la red de Cercanías Madrid.

## Conexiones

### Autobuses
| Diurnos |                                                  |                                            |                           |
| Línea   | Destino                                          | Parada                                     | Operador                  |
| 1       | Área Homogénea Sur                               | 09103 Dr. Mingo Alsina - Est. Torrelodones | Avanza Movilidad Integral |
| 2       | Av. Dehesa - Los Robles                          | 09103 Dr. Mingo Alsina - Est. Torrelodones | Avanza Movilidad Integral |
| 4       | Pueblo - Los Peñascales                          | 09103 Dr. Mingo Alsina - Est. Torrelodones | Avanza Movilidad Integral |
| 5       | Pueblo - Los Peñascales (Por Pº Joaquín Ruiz J.) | 09103 Dr. Mingo Alsina - Est. Torrelodones | Avanza Movilidad Integral |